# Karel Komzák II
Karel Komzák II (8. november 1850 - 23. april 1905) var en böhmisk-født komponist, der boede i Wien. Han var berømt for sine danse og marcher. Han komponerede Erzherzog-Albrecht-Marsch.